# Mastozoología
La mastozoología, también llamada mamalogía, teriología o mamiferología, es la rama de la zoología dedicada al estudio de los mamíferos.
Existen alrededor de 4200 especies de animales actuales considerados mamíferos. Las principales disciplinas que incluyen la mastozoología corresponden a historia natural, taxonomía, anatomía, fisiología y etología. A su vez, dentro de la mastozoología existen subdisciplinas como cetología, quiropterología y primatología. El estudio de los mamíferos extintos se denomina paleomastozoología o paleoteriología.

## Etimología
Mastozoología es un neologismo del siglo  XIX que proviene del griego mastos - zoon - logos, es decir, "estudio de animales con mamas".

## Revistas científicas de mastozoología
| Revista                   | Organización                                                                                     | Frecuencia    | Factor de impacto | Primer número |
| ------------------------- | ------------------------------------------------------------------------------------------------ | ------------- | ----------------- | ------------- |
| Journal of Mammalogy      | American Society of Mammalogists                                                                 | Bimensual     | 2.308             | 1919          |
| Mammal Review             | The Mammal Society                                                                               | Cuatrimestral | 3.919             | 1970          |
| Mammalian Biology         | Deutsche Gesellschaft für Säugetierkunde, e. V. (Sociedad Alemana para la Biología de Mamíferos) | Bimensual     | 1.337             | 1935          |
| Mammalia                  | Museo Nacional de Historia Natural de Francia                                                    | Cuatrimestral | 0.824             | 1936          |
| Mammal Research           | Polska Akademia Nauk (Academia Polaca de Ciencias)                                               | Cuatrimestral | 1.161             | 1954          |
| Mammal Study              | 日本哺乳類学会 (Sociedad Mastozoológica de Japón)                                                | Cuatrimestral | 0.426             | 1959          |
| Mastozoología neotropical | Sociedad argentina para el estudio de mamíferos                                                  | Semestral     | 0.22              | 1994          |
| Hystrix                   | Associazione Teriologica Italiana (Sociedad Teriológica Italiana)                                | Cuatrimestral | 0.593             | 1986          |
| Galemys                   | Sociedad Española para la conservación y estudio de los mamíferos                                | Anual         | 0.15              | 1988          |
| Lutra                     | Zoogdiervereniging (Sociedad Mastozoológica Neerlandesa)                                         | Semestral     | -                 | 1957          |
| Australian Mammalogy      | Australian Mammal Society                                                                        | Semestral     | 0.39              | 1972          |
| Acta Theriologica Sinica  | Sociedad Mastozoológica de China                                                                 | Cuatrimestral | 0.24              | 1981          |